# التاريخ المادي لإعلان استقلال الولايات المتحدة

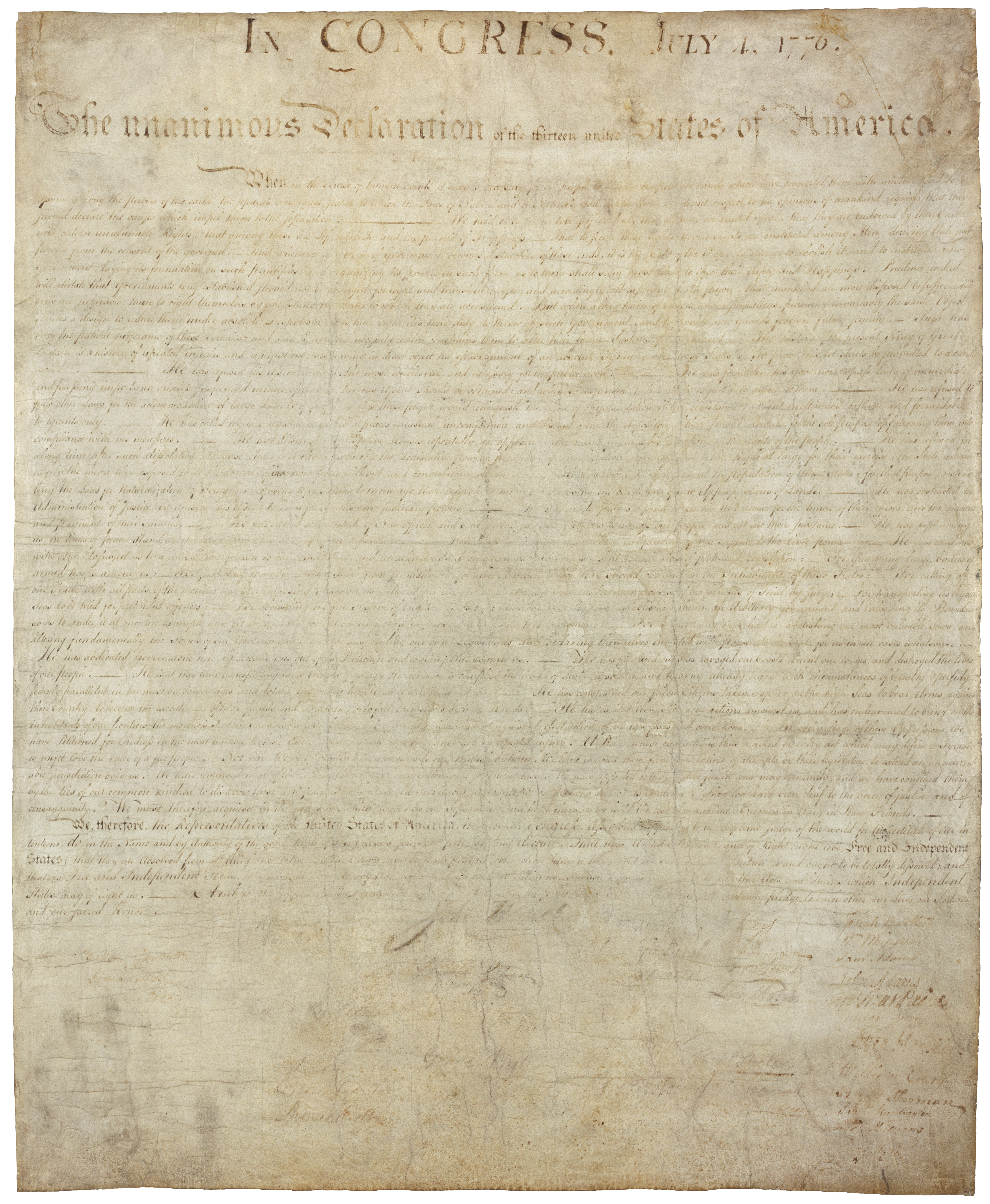

يمتدّ التاريخ المادي لإعلان استقلال الولايات المتحدة من صياغته الأصلية في عام 1776 حتى اكتشاف وثائق تاريخية في العصر الحديث. يتضمن هذا عددًا من المسودات، والنسخ المكتوبة بخط اليد، والنشرات المطويّة المُذاعة. ينص إعلان الاستقلال على أن المستعمرات الأمريكية الثلاث عشرة، والتي كانت في حرب مع بريطانيا العظمى آنذاك، لم تعُد جزءًا من الإمبراطورية البريطانية.

## المسودات ونسخ ما قبل النشر

### مسودة التأليف
أقدم مسودة معروفة لإعلان الاستقلال هي قطعة عُرفت باسم «مسودة التأليف». كُتبت المسودة في يوليو من عام 1776 بخط يد توماس جيفرسون، المؤلف الأوليّ للإعلان. اكتشفها المؤرخ جوليان بّي. بويد في عام 1947 بين أوراق جيفرسون في مكتبة الكونغرس. كان بويد يُعاين الوثائق الأساسية لنشرها في أوراق توماس جيفرسون حينما عثر على المستند، وهي جذاذة ورق تحتوي على جزء صغير من نص الإعلان بالإضافة إلى ملاحظات غير ذات صلة كتبها جيفرسون. قبل اكتشاف بويد، كانت المسودة الوحيدة المعروفة للإعلان هي مستند عُرف باسم المسودة الخام. أكد الاكتشاف تكهنات المؤرخين القائلة إن جيفرسون لا بدّ كتبَ أكثر من مسودة واحدة للنص.
كان العديد من كلمات مسودة التأليف ممحيّ تمامًا من قبل الكونغرس في نص الإعلان النهائي. كان جورج ميسون سياسيًا فرجينيًّا وكتبَ إعلان فيرجينيا للحقوق، والذي نُشر قبل إعلان جيفرسون بسنوات. كتب ميسون شيئًا مشابهًا جدًا للقسم الأول من إعلان جيفرسون. تتضمن عبارات الجذاذة التي بقيت بعد عملية التحرير «أذعِن للضرورة التي تستنكر انفصالنا»، و«حافظ عليهم، بينما نحافظ على بقية البشرية، خصوم في الحرب، وفي السلم أصدقاء».
قرر الفحص الجنائي أن ورقة مسودة التأليف وورقة المسودة الخام قد صُنعتا على يد المُصنّع نفسه. في عام 1995، ألغى محافظون في مكتبة الكونغرس بعض أعمال الترميم السابقة التي أُجريت على الجذاذة ووضعوها في حصيرة حماية. المستند محفوظ في خزينة تخزين باردة. عندما تُعرض الجذاذة، توضع في صندوق عرض يمكن التحكم بدرجة الحرارة والرطوبة فيه.

### المسودة الخام
حافظ توماس جيفرسون على مسودة من أربع صفحات سماها في وقت لاحق من حياته «المسودة الخام الأصلية». لشهرتها بين المؤرخين باسم المسودة الخام، اعتقد دارسو الإعلان الأوائل أنها كانت مسودة كتبها جيفرسون وحده ثم قدمها إلى لجنة الخمسة لصياغتها. يعتقد بعض الباحثين الآن أن المسودة الخام لم تكن فعليًا «مسودة خامًا أصلية»، إنما كانت نسخة منقحة أكملها جيفرسون بعد التشاور مع اللجنة. عدد المسودات التي كتبها جيفرسون قبل هذه غير معروف، وكذا قَدْر النص الذي ساهم به بقية أعضاء اللجنة.
عرض جيفرسون المسودة الخام على جون آدامز وبنجامين فرانكلين، وربما غيرهما من أعضاء لجنة الصياغة. أجرى آدامز وفرانكلين بضعة تغييرات إضافية. فرانكلين مثلًا، ربما كان مسؤولًا عن تغيير عبارة جيفرسون الأصلية «نحن نعتبر هذه الحقائق مقدسة ولا يمكن إنكارها» إلى «نحن نعتبر هذه الحقائق بديهية». أدرج جيفرسون هذه التغييرات في نسخة قُدمت إلى الكونغرس باسم اللجنة. أبقى جيفرسون المسودة الخام وكتب ملاحظات إضافية بينما نقّح الكونغرس النص. نسخ عدة نسخ أيضًا عن المسودة الخام بلا التعديلات التي أجراها الكونغرس، والتي أرسلها إلى أصدقائه، بما فيهم ريتشارد هنري لي وجورج وايث، بعد الرابع من يوليو. في نقطة ما من العملية، كتب آدامز نسخة أيضًا.

### المبيَضّة
في عام 1823، كتب جيفرسون رسالة إلى جيمس ماديسون قصّ عليه فيها وقائع عملية الصياغة. بعد إجرائه التعديلات على مسودته مثلما اقترح فرانكلين وآدامز، تذكّرَ قائلًا: «ثم كتبت مُبيَضّة، ونقلتها إلى اللجنة، ومن عندهم انتَقَلتْ إلى الكونغرس دون تعديل». إذا ما كانت ذكريات جيفرسون صحيحة، وكان بالفعل قد كتب مبيضة عُرضت على لجنة الصياغة ثم قُدمت إلى الكونغرس في 28 يونيو، فهذا المستند لم يعثر عليه. كتب المأرخ تيد ويدمر: «إذا كانت هذه المخطوطة ما تزال موجودة، فهي الكأس المقدسة للحرية الأمريكية».
من المُفترض أن التعديلات على المُبيضّة أجريت على يد تشارلز تومسون، أمين سر الكونغرس القاري، في حين ناقش الكونغرس النص ونقحه. كان هذا المستند هو المستند الذي اعتمده الكونغرس في الرابع من يوليو، فصار ما سماه بويد أول نسخة «رسمية» من الإعلان. أُرسلت المبيضّة إلى جون دَنلاب ليطبعها تحت عنوان «إعلان صادر عن ممثلي الولايات المتحدة الأمريكية، في الكونغرس العام المُنعقد». جادل بويد أنه في حال وُقِّع مستند ما في الكونغرس في الرابع من يوليو، فسيكون المبيضّة، وربما كان ليُوَقع من قبل جون هانوك فقط ويشهد تومسون على توقيعه.
رُبما أُتلفت المبيضة أثناء عملية الطباعة، أو أثناء المناقشة بمقتضى قاعدة السرية خاصة الكونغرس. يخمّن الأديب ويلفريد جيه. ريتز أن المبيضة قد أُرسلت مباشرة إلى الطبّاع كي تُنسخ عدة نسخ واحدة لكلٍ من أعضاء الكونغرس من أجل التشاور أثناء النقاش، وأن كل هذه النسخ قد دُمرت حفظًا للسرية.

## النشرات المطويّة
نُشر الإعلان أول مرة في هيئة نشرة مطوية طبعها جون دنلاب الفيلادلفيّ. أُلصقت واحدة من النشرات المطوية في جريدة الكونغرس، فصارت ما سماه بويد «النسخة الرسمية الثانية» من الإعلان. وُزعت نشرات دنلاب على امتداد ثلاث عشرة ولاية. عقب تلقي هذه النشرات، أصدرت ولايات كثيرة إصداراتها الخاصة منها.

### نشرة دنلاب المطوية
نشرات دنلاب هي النسخ المنشورة الأولى من إعلان الاستقلال، والتي طُبعت في ليلة الرابع من يوليو 1776. ليس معروفًا العدد الدقيق للنسخ التي طُبعت في الأصل، لكن يُقدر الرقم بنحو 200. لم يظهر التوقيع الشهير لجون هانكوك على هذا المستند في آخر المطاف، لكن يظهر اسمه بأحرف كبيرة تحت عبارة «وُقع بأمر الكونغرس وبالنيابة عنه»، ويظهر اسم الأمين تشارلز تومسون بوصفه شاهدًا («شَهِدَ»).
في الرابع من يوليو 1776، أمر الكونغرس اللجنة نفسها التي كُلفت بكتابة المستند «بالإشراف على الصحافة وتصحيحها»، أي مراقبة الطباعة. كُلف دنلاب، وهو مهاجر أيرلندي عمره 29 عامًا، بالمهمة؛ ويبدو أنه قضى معظم ليلة الرابع من يوليو في تجهيز الطباعة، وتصحيحها، والجري بين ورقات النشرات المطويّة.
وفقًا لتيد ويدمر، مؤلف كتاب قوس الحريات: أمريكا والعالم: «ثمة أدلة على أن العمل أُنجز بسُرعة وانفعال، فالعلامات المائية معكوسة، وبعض النسخ تبدو كما لو أنها طُويت قبل أن يجف الحبر، وثمة تغيير في مواضع بعض علامات الترقيم بين نسخة وأخرى. من الشاعريّ التفكير في أن بنجامين فرانكلين، أعظم طبّاع في عصره، كان في دكّان دنلاب ليراقب، وأن جيفرسون، الأديب العصبي، كان في المتناول أيضًا». كتب جون آدامز لاحقًا: «كنا كلنا على عجلة». أُرسلت نشرات دنلاب المطوية عبر الولايات المتحدة خلال اليومين التاليين، بما فيهم نسخة إلى القائد العام للجيش القاري، جورج واشنطن، الذي أعطى أوامره بأن يُقرأ الإعلان على الجنود في التاسع من يوليو. أُرسلت نسخة أخرى إلى إنجلترا.